# جدل مموه
الجدل المموه في الفلسفة والبلاغة يشير إلى حجة تهدف إلى الاعتراض بنجاح على حجة الآخر، بدلاً من البحث عن الحقيقة. وفقًا لـ تيرنس إروين: «من سماته أن يفكر في بعض الحجج لتكون وسيلة لهزيمة الطرف الآخ من خلال إظهار أن الخصم يجب أن يوافق على نفي ما كان يعتقده في البداية.»  يجادل المُجادل المموه من أجل الصراع وليس من أجل حل الصراع. وهو نوعٌ من السفسطة.